# Paracaroides behara
Paracaroides behara là một loài bướm đêm trong họ Noctuidae.